# Estación Urquiza (Mitre)
Urquiza es una estación ferroviaria ubicada en la localidad de Juan Anchorena, en el Partido de Pergamino, Provincia de Buenos Aires, Argentina.

## Servicios
En 1992, dejan de correr los trenes de pasajeros. Actualmente es operada por el NCA (Nuevo Central Argentino) para los ferrocarriles de carga desde Arrecifes.

## Historia
La estación Urquiza fue fundada en 1882 junto con el ramal Victoria-Vagués-Pergamino, la misma pertenecía al Ferrocarril Mitre cuando el ferrocarril Mitre era operado por los Ferrocarriles Argentinos, pasaban más de 50 trenes de cargas y de larga distancia hacia las provincias de Provincia de Santa Fe y Córdoba. La estación fue clausurada en 1992 pero se encuentra en excelentes condiciones ya que es mantenida por el municipio y los operarios de los silos ubicados frente a la estación que la utilizan para almuerzos, reuniones y fiestas.

## Imágenes

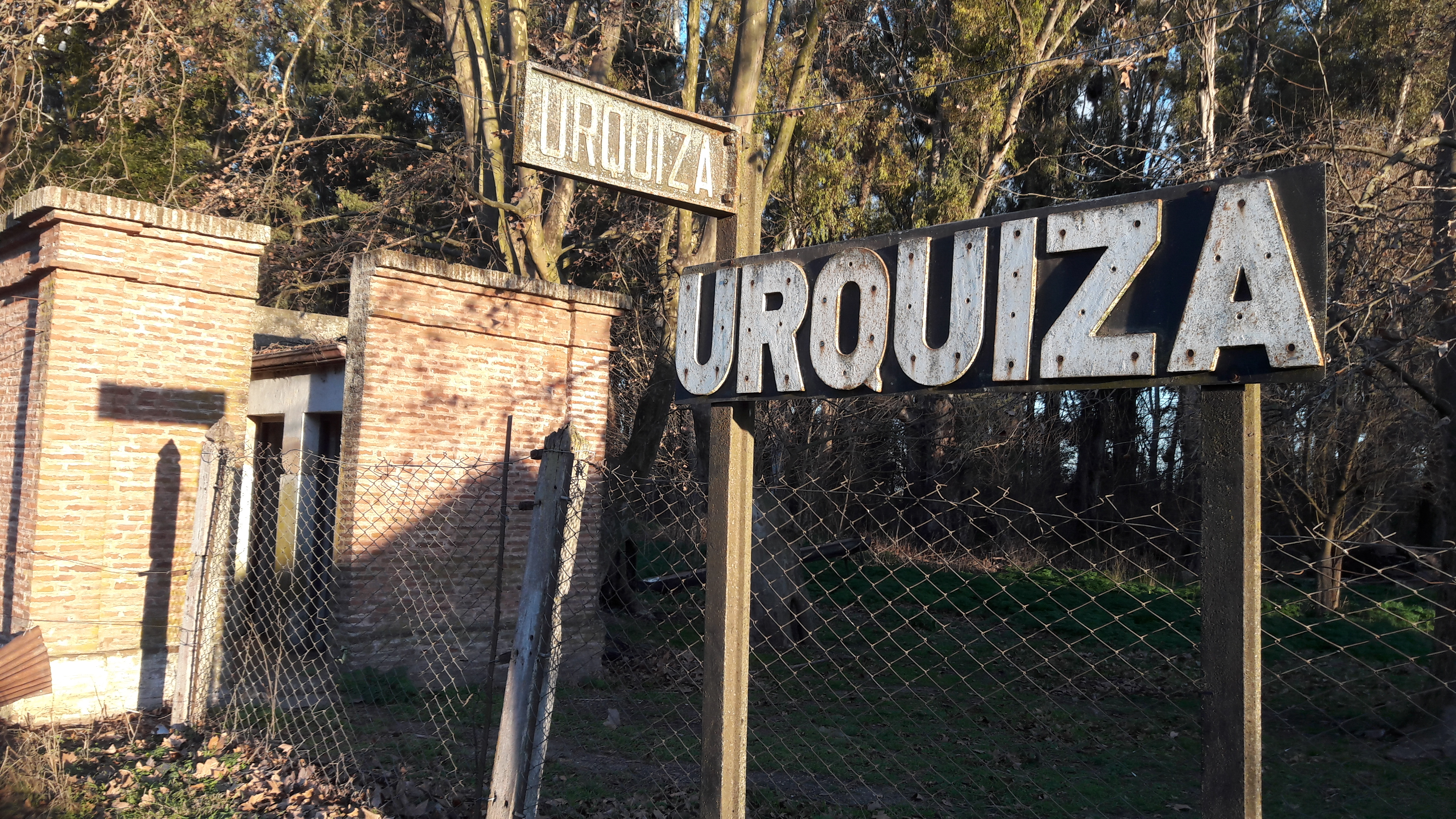
Cartel Nomenclador Original de la Estación Urquiza